# هنگود
هنگود (به انگلیسی: Hengoed) یک روستا در بریتانیا است که در شهرستان مستقل کرفیلی واقع شده‌است. هنگود ۵٬۵۴۸ نفر جمعیت دارد.